# Michaił Lebiediew
Michaił Dmitrijewicz Lebiediew (ur. 1909 we wsi Zaborowje w obwodzie twerskim, zm. ?) – porucznik NKWD, jeden z wykonawców zbrodni katyńskiej.
Skończył szkołę podstawową, w latach 1931-1934 był żołnierzem Armii Czerwonej. Pracownik Zarządu NKWD obwodu kalinińskiego, od 1941 nadzorca 1. kategorii więzienia nr 5 tego Zarządu. Uczestnik mordu na polskich jeńcach, 26 października 1940 jako jeden z 125 funkcjonariuszy NKWD nagrodzony w specjalnym rozkazie Ławrientija Berii. Po wojnie pracował w Zarządzie MGB MGB obwodu kalinińskiego. W 1948 usunięty w WKP(b).

## Odznaczenia
- Order Czerwonej Gwiazdy (1947)
- Medal „Za zasługi bojowe” (1945)